# Municipio de Penn (condado de Cumberland)
El municipio de Penn (en inglés: Penn Township) es un municipio ubicado en el condado de Cumberland en el estado estadounidense de Pensilvania. En el año 2000 tenía una población de 2.807 habitantes y una densidad poblacional de 37.1 personas por km².

## Geografía
El municipio de Penn se encuentra ubicado en las coordenadas 40°07′00″N 77°22′59″O / 40.11667, -77.38306.

## Demografía
Según la Oficina del Censo en 2000 los ingresos medios por hogar en la localidad eran de $47,188 y los ingresos medios por familia eran de $49,840. Los hombres tenían unos ingresos medios de $31,556 frente a los $22,213 para las mujeres. La renta per cápita de la localidad era de $18,254. Alrededor del 4,4% de la población estaba por debajo del umbral de pobreza.